# Kingolus davisi
Kingolus davisi là một loài bọ cánh cứng trong họ Elmidae. Loài này được Zeck miêu tả khoa học năm 1952.